# 林滴娟
林滴娟（1966年—1998年7月29日），台灣政治人物，出生於雲林縣。在中國大陆被綁架殺害，而中華人民共和國官方不認爲其身為高雄市議員的林滴娟具有「特殊身份」，而引發一些台灣人的情緒反彈。

## 生平
在就讀國立台灣大學歷史系時，便參與台大大論社與台大濁水溪社的活動，並且參與學生運動。1989年鄭南榕自焚時，林滴娟在台大發起靜坐運動聲援，同年加入民主進步黨並協助周慧瑛參選台灣省議員，1991年到高雄市替陳菊參選國大代表助選。1993年，與名主持人魚夫在當時還是地下電台的南台灣之聲廣播電台，每天下午五點的南北連線主持「黃昏南台灣」節目，轟動一時，打響知名度。
1994年，當選中華民國高雄市議員，時年28歲。在高雄市議會質詢同為台大歷史系畢業的高雄市長吳敦義，常被媒體稱為「小學妹對抗老學長」。

## 林滴娟事件
1998年7月，林滴娟與男友韋殿剛前往中國大陆大連。結果因韋殿剛的債務問題，兩人被當地人綁架，林滴娟被施打過量藥物而休克死亡。當時的大陆当局認定這是「民間糾紛」事件，由地方政府辦理整起事件。偵辦刑事部份，由地方公安辦理；牽扯到與林滴娟親友的商談，則由地方的台灣事務辦公室辦理。
當尋獲遺體時，當地台辦和公安忽视林滴娟為高雄市議員的身份，因此引發台灣官方與民間的一致譴責。新華社此後發佈一項簡短的消息說道，僅稱林滴娟的身份為一台灣女子，並没有提到其議員身份與整個事件的始末。
遺體於1998年8月6日被運回台灣，8月18日火化安葬，墓園在高雄縣內門鄉的寶山陵園。涉嫌綁架殺害的兇手雖然被槍斃並判定賠償，但因被告並無財產，所以林滴娟的家屬也無法拿到賠償金。

### 中共官方態度
中共當局僅同意林滴娟家屬、好友及台灣媒體到遼寧辦理相關事宜，而不同意民進黨的五人小組、海基會與陸委會相關人士協助處理。

### 民進黨態度
民進黨表示：「中華人民共和國政府在此一事件的處理上，充分顯示出對於人權價值的漠視與對人身安全重要性的輕忽。」民進黨也表示，海基會是處理善後事宜台灣理所當然的法定代表。